# Amy Astley
Amy Astley, född 5 juni 1967, är chefredaktör för Architectural Digest. Hon började arbeta för Vogue 1993 där hon bland annat var skönhetsredaktör.